# Lorenz Heister
Lorenz Heister (llatinitzat com: Laurentius Heister) (19 de setembre de 1683 – 18 d'abril de 1758) va ser un cirurgià i botànic alemany.

## Biografia
Nasqué a Frankfurt am Main. De 1702 a 1706 estudià a les universitats de Giessen i Wetzlar, i després es traslladà a Amsterdam on va ser deixeble de Frederik Ruysch (1638–1731)
A l'estiu de 1707 era l'ajudant dels metges de camp a Brussel·les i Gant durant la Guerra de Successió Espanyola. Més tard es traslladà a Leiden i va ser deixeble d'anatomia de Bernhard Siegfried Albinus (1653–1721) i Govert Bidloo (1649–1713), també assistí a les classes de química i malalties dels ulls de Hermann Boerhaave (1668-1738) El 1708 es doctorà a la Universitat de Harderwijk, i va ser cirurgià de camp en l'exèrcit neerlandès durant el setge de Tournai. També es distingí en el tractament de ferides de guerra durant la batalla de Malplaquet.
El 1720 passà a ser professor d'anatomia i cirurgia a la Universitat de Helmstädt, i durant la seva estada va estudiar botànica i medicina pràctica. Entre els seus llibres hi ha el de Chirurgie, traduït a diversos idiomes i utilitzat per exemple al Japó. El jardí botànic de Heister a Helmstädt estava condiderat un dels més bonics d'Alemanya.
El 1718, Heister va encunyar la paraula "traqueotomia", i va ser el primer cirurgià a fer una secció post-mortem d'apendicitis. El gènere de plantes Heisteria, rep el seu cognom.
Signatura abreujada com a botànic:Heist.